# 石台郡
石台郡（せきたい-ぐん）は中国にかつて存在した郡。
『北周地理志』によれば和州の管轄郡として記載されている。しかしそれ以外の史書に記載がなく、設置時期、廃止時期、管轄区域は不明となっている。